# Galium kasachstanicum
Galium kasachstanicum är en måreväxtart som beskrevs av M.G. Pachomova. Galium kasachstanicum ingår i släktet måror, och familjen måreväxter.
Artens utbredningsområde är Kazakstan. Inga underarter finns listade i Catalogue of Life.